# Lambros Khutos
Lambros Khutos (Atenes, 7 de desembre de 1979) és un exfutbolista grec, que ocupava la posició de davanter.

## Trajectòria
Va començar la seua carrera a l'Asteras Polygonou, d'on va passar a les categories inferiors del 
Panathinaikos FC; dos anys després, marxa a l'AS Roma, per incorporar-s'hi al seu filial.
Cedit per la Roma, dona els seus primers passos com a professional en el seu país, a l'Olympiacos FC, després de destacar a la fase de classificació per a l'Europeu sub-21 de seleccions, on va marcar 10 gols en 15 partits. A l'equip del Pireu va ser titular, formant amb un trio ofensiu amb l'eslovè Zahovic i el brasiler Giovanni Silva.
Encara que va sofrir una lesió, va marcar gols decisius, sent un dels jugadors més destacats. Va ajudar l'Olympiacos a guanyar quatre lligues gregues consecutives entre 1999 i 2003.
L'estiu del 2004 hi retorna a Itàlia, fitxat per l'Inter de Milà. Però no es va consolidar a l'equip nero-azzurri, sent cedit a equips menors d'Itàlia, així com al RCD Mallorca de la primera divisió espanyola. Finalment, deixa l'Inter en acabar la temporada 06/07, amb tan sols uns pocs partits com a milanès.
De nou a Grècia, signa amb el Panionios FC, tot començant a jugar a partir del mes de gener, a mitja temporada. Tot i això, va fer-ne 12 gols, i el seu equip finalitzà sisé a la taula. El seu segon any al Panionios l'inicia amb gol, fent-li un parell de l'OFK de Belgrad a la Copa Intertoto. Però, no té continuïtat i se li rescindeix el contracte.
El 2 de febrer del 2009 signa un contracte de sis mesos amb el PAOK FC, amb qui juga vuit partits, sense marcar. L'agost d'eixe any retorna a la competició italiana, al modest A.S. Pescina Valle del Giovenco.

## Selecció
Khutos va ser internacional amb Grècia en 10 ocasions, tot marcant tres gols.

## Palmarès
- Olympiakos:
  - Lliga de futbol de Grècia: 1999–00, 2000–01, 2001–02, 2002–03
- Inter Milà:
  - Serie A: 2006–07
  - Coppa Italia: 2004–05